# Grootes Peak
Grootes Peak är en bergstopp i Antarktis. Den ligger i Östantarktis. Nya Zeeland gör anspråk på området. Toppen på Grootes Peak är 2 381 meter över havet, eller 183 meter över den omgivande terrängen. Bredden vid basen är 1,5 km.
Terrängen runt Grootes Peak är huvudsakligen kuperad, men norrut är den bergig. Trakten är obefolkad. Det finns inga samhällen i närheten. 